# 高橋健一郎
高橋 健一郎（たかはし けんいちろう、1972年 - ）は、日本の研究者・音楽評論家。札幌大学元教授、大阪大学講師。日本アレンスキー協会副会長、北海道ポーランド文化協会会員、日本ロシア文学会会員。

## 経歴
出生から修学期
1972年、北海道で生まれた。1990年3月、札幌北高等学校を卒業し、東京大学教養学部理科Ⅰ類に入学。1995年3月、東京大学教養学部教養学科を卒業。東京大学大学院総合文化研究科言語情報科学専攻に進み、1997年4月に修士課程を修了。1998年10月から2000年9月まで、ロシア国立人文大学言語学研究所に留学。2002年3月、東京大学大学院総合文化研究科言語情報科学専攻の博士課程を修了。
スラブ文化研究者として
2003年、札幌大学外国語学部講師に就いた。2005年4月に同助教授、2007年4月に同准教授、2010年4月に同教授昇格。2005年、学位論文『1930年代後半の「ソビエト語」の言説空間の分析』を東京大学に提出して学術博士号を取得。2013年4月より札幌大学地域共創学群教授。
2020年4月、大阪大学大学院言語文化研究科言語社会専攻助教に転じ、ヨーロッパⅠ講座を担当。2021年4月からは大阪大学大学院言語文化研究科言語社会専攻講師。